# Nomogramma di Rumack-Matthew
Il nomogramma di Rumack-Matthew viene utilizzato come metodica prognostica nell'avvelenamento da paracetamolo. Tale nomogramma incrocia la concentrazione plasmatica di paracetamolo con il tempo trascorso dall'assunzione acuta del farmaco per via orale e viene utilizzato per valutare il rischio di epatotossicità e la necessità di iniziare o meno il trattamento antidotale con N-Acetilcisteina. Inizia a quattro ore dal momento dell'ingestione in modo da considerare completata la fase dell'assorbimento.
Nelle mani di medici qualificati questo nomogramma permette di gestire il sovradosaggio di paracetamolo. Generalmente una concentrazione plasmatica di 140-150 µg/mL a quattro ore dall'ingestione indica la necessità di iniziare il protocollo antidotale con acetilcisteina.